# Radio Dreyeckland (Fribourg-en-Brisgau)
Ne doit pas être confondu avec Radio Dreyeckland ou Radio Dreyeckland Libre.
Radio Dreyeckland est une radio associative locale de Fribourg-en-Brisgau.

## Historique
Radio Dreyeckland (RDL), un projet de radio issu des nouveaux mouvements sociaux, est fondée en 1977 sous le nom de « Radio Verte Fessenheim ». Il s'agit de la plus ancienne radio libre d’Allemagne et de l’émetteur pirate politique le plus connu des pays germanophones. La première émission dure douze minutes et est diffusée le 4 juin 1977. En 1981, elle prend le nom de « Radio Dreyeckland », et franchit les frontières en émettant en Suisse, en France et en Allemagne. Elle est formée afin de s'opposer aux trois centrales nucléaires de Fessenheim, Wyhl et Kaiseraugst.
Avec la libéralisation de la radio en France, Radio Dreyeckland peut obtenir des fréquences officielles et s’établir du côté français en tant que radiodiffuseur privé, à partir duquel les producteurs de radio allemands et suisses à orientation politique pourraient initialement envoyer un programme supplémentaire. Depuis la fin des années 1980, la radio allemande de Fribourg envoie son programme, tandis que la radio française du même nom s’est scindée en deux chaînes : Radio Dreyeckland, radio privée commerciale basée à Mulhouse, et Radio Dreyeckland Libre, radio associative de Colmar.
La gamme de sujets abordés s'étend rapidement, notamment aux usines occupées en France et dans les années 1980 à la bataille de l'immobilier à Fribourg. Au cours des premières années de son existence, RDL a diffusé sous forme de radio pirate avec un émetteur mobile, avant d'obtenir un studio fixe à Colmar. À partir du 20 avril 1985, les programmes viennent illégalement directement de Fribourg. En janvier 1988, RDL reçoit en Allemagne une licence officielle pour l'organisation de radios locales. Étant donné que trois fournisseurs avaient demandé les deux fréquences VHF gratuites, l’Institut d’État responsable des communications (LFK) divise le temps de diffusion. Deux concurrents de la radio s'y opposent, craignant une perte de revenus publicitaires. La LFK interdit alors à RDL, en tant que station financée par un donateur, l’opération de radiodiffusion. En 1988, un accord est conclu et RDL diffuse légalement sur la fréquence 102,3 MHz à partir de son studio de Fribourg.
Le terme « Dreyeckland » désigne la région des trois frontières Allemagne-France-Suisse, considérée par RDL comme une zone de chalandise. En plus de la fréquence de Freiburg 102,3 MHz, RDL partage avec Radio Kanal Rat (RKR) jusqu'au 31 décembre 2007, la fréquence 104,5 MHz à partir de l'emplacement de l'émetteur de la Hohe Möhr (500 W). RDL diffuse de 15 h à 3 heures et RKR de 3 heures à 15 heures.
RDL connaît des difficultés financières en 2008 et 2009, dues à un conflit avec l'institut national de la communication (LfK) pour ses subventions. Grâce à une campagne sur les conflits politiques entre LfK et les radios gratuites du Bade-Wurtemberg, RDL recrute de nouveaux membres, comblant ainsi le déficit financier avec des 500 dons de 50 euros. Avec des projets similaires comme Radio Z de Nuremberg, Querfunk de Karlsruhe, Radio Corax de Halle, RDL échange des programmes. RDL est organisé en association avec les autres radios libres du Bade-Wurtemberg au sein de l'Assoziation Freier Gesellschaftsfunk (de) (AFF). De plus, RDL est membre de la Bundesverband Freier Radios (de) et de l'Association mondiale des radiodiffuseurs communautaires.

### Source de la traduction
- (de) Cet article est partiellement ou en totalité issu de l’article de Wikipédia en allemand intitulé « Radio Dreyeckland (Freiburg im Breisgau) » (voir la liste des auteurs).